# A magyar női labdarúgó-válogatott mérkőzései 1998-ban
A magyar női labdarúgó-válogatott 1998. évi mérkőzéseiből öt világbajnoki selejtező ismert. A mérleg: négy győzelem, egy döntetlen.
Szövetségi kapitány:
- Bacsó István

## Mérkőzések
| 102. mérkőzés 1998. május 3. vb-selejtező | Bosznia-Hercegovina | 0 –9              | Magyarország              | Hrasnica |
| 102. mérkőzés 1998. május 3. vb-selejtező |                     | (0 – 4) Részletek | Ruff Bajkó Nagy Sebestyén | Hrasnica |

| 103. mérkőzés 1998. május 17. vb-selejtező | Magyarország                   | 5 – 0             | Izrael | Kecskemét |
| 103. mérkőzés 1998. május 17. vb-selejtező | Bajkó 20' 81' Ruff 41' 48' 64' | (2 – 0) Részletek |        | Kecskemét |

| 104. mérkőzés 1998. június 3. vb-selejtező | Magyarország                                  | 3 – 0             | Szlovákia | Bük |
| 104. mérkőzés 1998. június 3. vb-selejtező | Bajkó 30' Fülöp 64' (11-esből) 68' (11-esből) | (1 – 0) Részletek |           | Bük |

| 105. mérkőzés 1998. június 27. vb-selejtező | Magyarország       | 2 – 2             | Románia               | Siófok |
| 105. mérkőzés 1998. június 27. vb-selejtező | Bökk 40' Markó 68' | (1 – 2) Részletek | Pufuléte 9' Dúcán 11' | Siófok |

| 106. mérkőzés 1998. augusztus 15. vb-selejtező | Izrael | 0 – 2             | Magyarország        | Bat Jam |
| 106. mérkőzés 1998. augusztus 15. vb-selejtező |        | (0 – 1) Részletek | Bökk 23' Mester 80' | Bat Jam |